# Edgar Valdez Villarreal

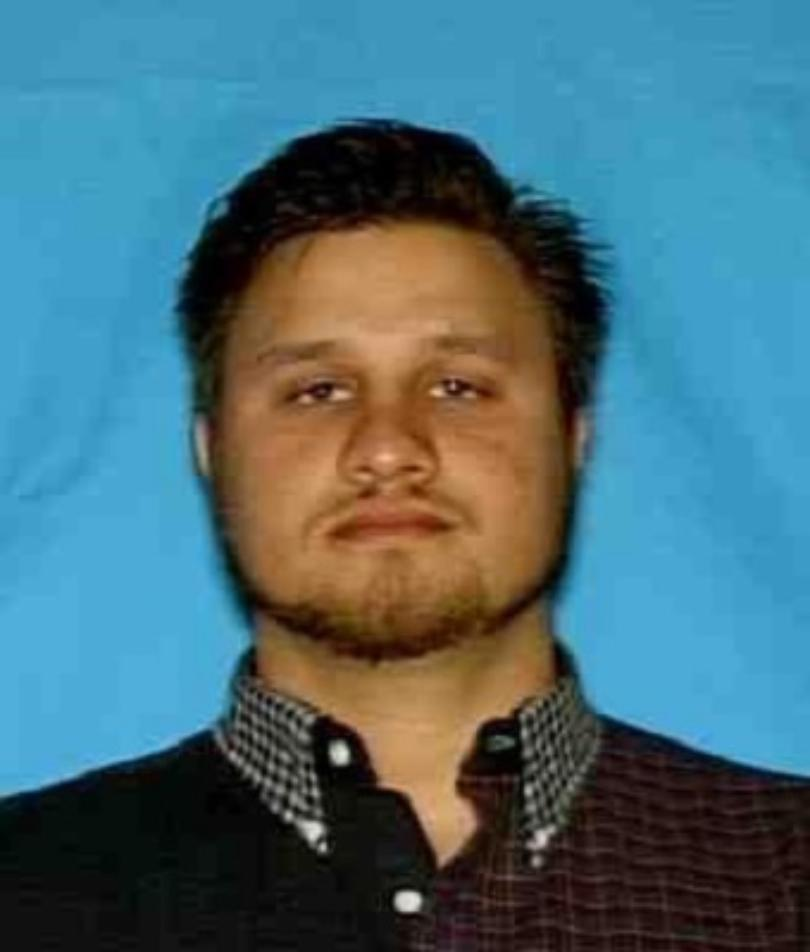
Imagem de Edgar Valdez Villarreal.

Edgar Valdez Villarreal também conhecido como La Barbie ou El Comandante (Laredo no Texas, 11 de agosto de 1973) é um narcotraficante. Ganhou o apelido La Barbie pela sua aparência: loiro e olhos azuis e El Comandante por ser brutal.
Em 30 de agosto de 2010 foi preso por autoridades da Polícia Federal Mexicana. Até a data de sua prisão era um dos traficantes mais procurados pela polícia do México e EUA, sendo até oferecidos 2 milhões de dólares reais por informações que levassem à sua prisão. Em depoimento, um dia após sua prisão, declarou que trabalhava sem parcerias e a toda a droga era proveniente da Colômbia. Apesar disto, mostrou conhecimento sobre outros barões do tráfico como os irmãos Beltrán Leyva, Arturo Beltrán (morto em dezembro de 2009) e Joaquín El Chapo Guzmán do cartel de Sinaloa.